# História genética da Península Ibérica

Mistura de populações na genética da Península Ibérica.

A história genética da Península Ibérica resulta de descobertas ao longo do tempo, por meio de estudos genéticos em diferentes áreas do material genético, como DNA autossômico, mitocondrial e do cromossomo Y.
A ancestralidade dos habitantes da Península Ibérica moderna, ou seja, dos portugueses e espanhóis, é plausível com a sua localização geográfica no sudoeste da Europa. Como é o caso das regiões europeias mais próximas ao Mar Mediterrâneo, a principal ancestralidade dos povos nativos modernos da Península Ibérica é a dos agricultores da Anatólia, que chegaram e se dispersaram pela Europa Mediterrânea entre nove e sete mil anos atrás, miscigenando-se aos caçadores-coletores que ali habitavam.
A predominância do haplogrupo R1b do cromossomo Y na Europa Ocidental afirma sobre uma contribuição genética considerável das diversas ondas dos pastores proto-indo-europeus, vindos da Estepe pôntica, durante a Idade do Bronze. Em uma situação semelhante à da Sardenha, a Península Ibérica, foi protegida do assentamento do Bósforo e da região do Cáucaso por sua localização geográfica mais ocidental e, portanto, tem níveis mais baixos de mistura do Oriente Próximo do que a Itália e o sul da Península Balcânica.
Os fenícios, cartagineses, gregos, romanos, judeus e germânicos deixaram cada um algum pouco legado genético vindo de suas respectivas regiões de origem nos portugueses e espanhóis.
Junto com Malta e a Sicília, a Península Ibérica exibe níveis de mistura berbere mais altos do que no resto da Europa, devido a séculos de domínio islâmico, iniciado com a invasão muçulmana no início do século VIII. De acordo com estudo genético de 2007, considerando alguns subhaplogrupos E-M78 e o haplogrupo E-M81, a contribuição das linhagens do norte da África para todo o pool genético masculino da Península Ibérica (exceto dos Vales Pasiegos), Itália continental e Sicília pode ser estimada em 5,6%, 3,6% e 6,6%, respectivamente, o que é amplamente atribuído a colonização durante os domínios cartaginês e islâmico. As Ilhas Canárias apresentam a contribuição genética norte-africana maior, herdada dos seus aborígenes, de origem berbere.
Diferenças genéticas significativas são encontradas entre as diferentes regiões da Espanha e até mesmo dentro delas, o que pode ser explicado pela grande divergência em suas trajetórias históricas e nos limites geográficos internos da Espanha. A região do País Basco conta com a menor ancestralidade do Oriente Próximo em toda a Península. A influência africana atinge seu pico nas regiões sul e oeste da península, diminuindo consideravelmente no nordeste (Catalunha e Aragão) e no País Basco.

## Genética de Populações: Métodos e Limitações
Um dos primeiros pesquisadores a realizar estudos genéticos, apesar de atualmente ser questionado sobre suas conclusões, foi o italiano Cavalli-Sforza, que utilizou marcadores geneticos clássicos para analisar o DNA por procuração, método que estuda as diferenças nas frequências de determinados traços alélicos, nomeadamente polimorfismos de proteínas encontradas no sangue humano (como os grupos sanguíneos ABO, antígenos sanguíneos Rhesus, loci HLA, imunoglobulinas, isoenzimas G-6-PD, entre outros). Mais tarde, sua equipe calculou a distância genética entre populações, baseada no princípio de que duas populações que compartilham frequências similares de uma característica estão mais relacionadas do que as populações com frequências divergentes desta característica.
A partir de então, a genética de populações progrediu significativamente e os estudos que utilizam a análise direta do material genético são abundantes, podendo se utilizar do DNA mitocondrial (mtDNA), a porção não-recombinada do cromossoma Y (NRY) ou o DNA autossômico. O MtDNA e NRY compartilham algumas características similares que os tornam particularmente úteis na área de Antropologia Genética. Essas propriedades incluem a herança direta e inalterada do mtDNA e do DNA NRY de mãe para filho e de pai para filho, respectivamente, sem os efeitos de "embaralhamento" da recombinação genética . Também presumimos que esses loci genéticos não sejam afetados pela seleção natural e que o principal processo responsável pelas mudanças nos pares de bases tenha sido a mutação (que pode ser calculada).
Enquanto os haplogrupos de DNA mitocondrial e de cromossomo Y representam apenas um pequeno componente do pool genético humano, o DNA autossômico apresenta como vantagem o fato de dispor de centenas ou milhares de loci possíveis de serem examinados, dessa forma fornecendo um quadro mais completo da composição genética. As relações de descendência podem ser determinadas apenas com base estatística, haja vista que o DNA autossômico sofre recombinação. Um único cromossomo pode registrar uma história para cada gene. Os estudos autossômicos são muito mais confiáveis para mostrar as relações entre as populações existentes, mas não oferecem as possibilidades de desvendar histórias de mesmo modo que os estudos de mtDNA e NRY prometem, embora tenham muitas complicações. 

## Análises de DNA nuclear e antigo
As análises de DNA nuclear mostram que os portugueses e espanhóis estão mais intimamente relacionados com outras populações da Europa Ocidental. Há um eixo de diferenciação genética significativa ao longo da direção leste-oeste, contrastando com notável similaridade genética na direção norte-sul.

### Formação genética da Península Ibérica
Os seres humanos chegaram à Europa há cerca de 50 mil anos e alcançaram a Península Ibérica entre 40 e 30 mil anos atrás, segundo vestígios arqueológicos.
Os primeiros humanos que habitaram a Península Ibérica tinham olhos, cabelos e pele escura e foram substituídos entre 20 e 15 mil anos atrás por caçadores-coletores oriundos dos Balcãs, os quais tinham cabelos e pele escura, olhos claros e um pouco de ancestralidade do Oriente Próximo.
Por volta de sete mil anos atrás, os agricultores oriundos da Anatólia que se dispersaram pela Europa chegaram à Península Ibérica e se misturaram aos caçadores-coletores locais. Assim como em outros povos do Sul da Europa, a principal ancestralidade dos povos ibéricos é a dos agricultores anatólios, que introduziram a pele clara na península.
Ao longo da Idade dos Metais, houve dois fluxos migratórios de povos indo-europeus para a Península Ibérica, com importantes contribuições para o pool genético. O primeiro foi o dos proto-indo-europeus da Estepe Pôntica, durante a Idade do Bronze, há aproximadamente quatro mil anos, e substituiu praticamente todas as linhagens paternas ibéricas existentes até então; o segundo, durante a Idade do Ferro, há cerca de três mil anos, com a chegada dos povos celtas, indo-europeus vindos da Europa Central. A partir da fixação dos celtas, o pool genético dos bascos permanece praticamente intacto.
Devido à sua localização adjacente ao Mediterrâneo, a Península Ibérica teve contato com outros povos mediterrâneos: os fenícios, cartagineses e gregos, que brevemente ocuparam a região antes dos romanos; os sefarditas (comunidade judaica oriunda de Portugal e Espanha), que chegaram à região no século I, durante a diáspora judaica, e os romanos, cuja civilização dominou a Ibéria por séculos. Todos esses povos deixaram algum pouco legado genético vindo de suas respectivas regiões de origem nos portugueses e espanhóis.
A migração dos povos germânicos para a Península Ibérica no século V – nesse caso, os suevos e visigodos – afetou muito pouco o pool genético dos portugueses e espanhóis, dado o pequeno número de invasores germânicos em comparação à população ibérica.
No século VIII, berberes (nativos do Magrebe) recém-islamizados – apelidados pelos cristãos de mouros – invadiram a Península Ibérica e deixaram algum legado genético nas populações locais.
Após a Reconquista, há uma maior convergência genética entre o norte e o sul da península.

#### Influência norte-africana

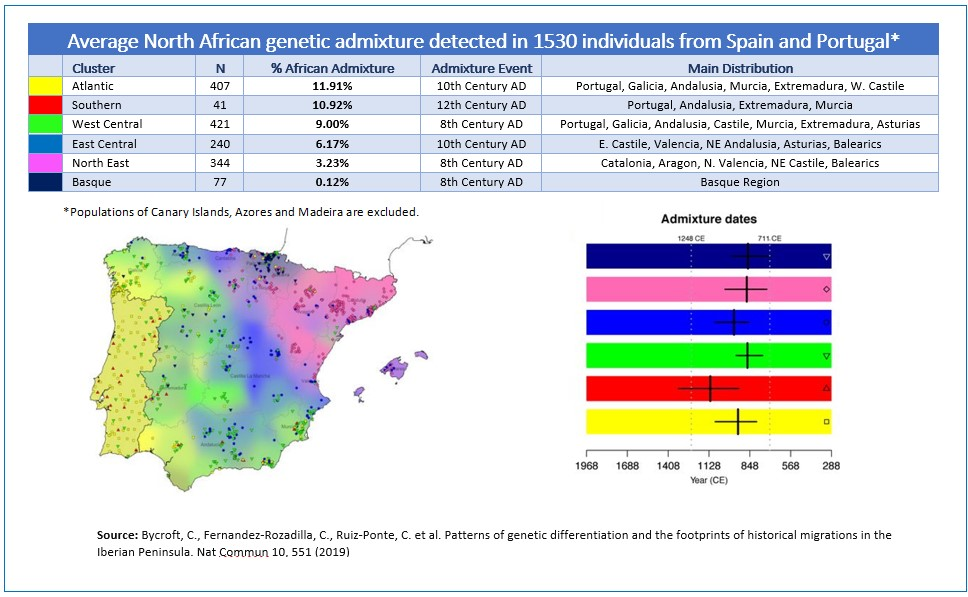
Mapa da mistura norte-africana na Península Ibérica

Uma série de estudos focou em verificar o impacto genético das migrações do Norte da África para a Península Ibérica nos portugueses e espanhóis modernos. Estudos iniciais apontaram para o Estreito de Gibraltar agindo mais como uma barreira genética do que uma ponte durante a Pré-História, enquanto outros apontam para um nível mais alto de mistura recente do norte da África entre os nativos da Península Ibérica modernos do que entre outras populações europeias, embora isso seja resultado de movimentos migratórios mais recentes, particularmente durante a invasão muçulmana da Península Ibérica, ocorrida no início do século VIII.
Em termos de DNA autossômico, o estudo mais recente sobre miscigenação africana em populações ibéricas foi realizado em abril de 2013 por Botigué et al., por meio do uso de dados SNP de todo o genoma de mais de dois mil indivíduos da Europa, Magrebe, Catar e África Subsaariana, dos quais 119 eram espanhóis e 117 portugueses, concluindo que a Península Ibérica tem níveis significativos de ascendência norte-africana. As estimativas de ancestralidade do Norte da África variaram de 4% em alguns lugares a 10% na população ibérica em geral e chegando a 20% entre os canarinos, variando nestes entre 0 e 96%, embora este arquipélago esteja geograficamente localizado no Magrebe e tenha a sua população aborígene de origem berbere e, dessa forma, tal produção não é representativa da população ibérica; esses mesmos resultados não excederam 2% em outras populações da Europa Ocidental ou do Sul. Sobre a genética oriunda da África Subsaariana na Europa, Botigué et al. afirmam que, ao contrário de alguns estudos anteriores, a ancestralidade africana subsaariana não ultrapassa 1% do genoma em nenhuma população europeia, com exceção das Canárias.
Em termos do material genético do cromossomo Y, estudos recentes coincidem que a Península Ibérica exibe a maior presença do marcador de haplótipo do cromossomo Y típico do Magrebe E-M81 na Europa, com uma média de 3%. bem como o haplótipo Va. As estimativas sobre o cromossomo Y variam, com um estudo de 2008 com 1.140 amostras de toda a Península Ibérica dando  uma proporção de 10,6% de ancestralidade do norte da África na linhagem paterna dos ibéricos. Um estudo similar de 2009 do cromossomo Y, com 659 amostras do sul de Portugal, 680 do norte da Espanha, 37 da Andaluzia, 915 amostras da Itália continental e 93 da Sicília encontrou níveis significativamente mais altos de ascendência masculina norte-africana em Portugal, Espanha e Sicília (7,1%, 7,7% e 7,5%, respectivamente) do que na Itália peninsular (1,7%).
Outros estudos sobre o pool genético da Península Ibérica estimaram níveis ainda mais baixos de ancestralidade norte-africana. Bosch et. al. 2000 afirma: "As populações do Magrebe podem  ter contribuído com 7% dos cromossomos Y ibéricos". Um amplo estudo de Cruciani et al. 2007, o qual utilizou 6.501 amostras de cromossomos Y não relacionadas vindas de 81 populações afirma: "Considerando ambos os sub-haplogrupos E-M78 (E-V12, E-V22, E-V65) e o haplogrupo E-M81, a contribuição do Norte da África linhagens para todo o pool genético masculino da Península Ibérica (exceto Vales Pasiegos), Itália continental e Sicília, podem ser estimadas em 5,6%, 3,6% e 6,6%, respectivamente". Um outro estudo de 2007 estimou a contribuição das linhagens do norte da África para todo o pool genético masculino da Península Ibérica em 5,6%. De um modo geral, conforme Bosch et al. 2007, "as origens do pool ibérico de cromossomos Y podem ser resumidas da seguinte forma: 5% recente Magreb, 78% Paleolítico Superior e derivados locais posteriores (grupo IX), e 10% Neolítico" (H58, H71).
Os estudos de DNA mitocondrial de 2003 coincidem no fato de a Península Ibérica possuir os níveis mais altos do haplótipo U6, tipicamente norte-africano, bem como frequências mais elevadas do Haplogrupo L da África Subsariana em Portugal. As frequências altas concentram-se majoritariamente no sul e sudoeste da Península Ibérica, pelo que a frequência global é mais elevada em Portugal (7,8%) do que em Espanha (1,9%) com uma frequência média para toda a península de 3,8%. Há uma divergência geográfica considerável na península, com altas frequências observadas para a Andaluzia Ocidental (14,6%) e Córdoba (8,3%), Sul de Portugal (10,7%), Sudoeste de Castela (8%). Adams e outros. e outras publicações anteriores, propõem que a ocupação mourisca deixou uma influência genética menor judaica, saqaliba e alguma berbere, principalmente nas regiões do sul da Península Ibérica.
Os estudos genéticos mais abrangentes e recentes estabelecem que a ancestralidade genética do Norte da África pode ser identificada em quase toda a Península Ibérica, variando de 0 a 11%, mas é mais alta no sul e oeste, sendo ausente ou quase ausente no País Basco e nordeste da Espanha.
Os debates atuais estão ao redor de se a presença do haplogrupo U6 deve-se à expansão muçulmana da Península Ibérica ou movimentos populacionais anteriores e se o haplogrupo L está ligado ao tráfico de escravos ou movimentos populacionais anteriores ligados à expansão islâmica. Sendo a maioria das linhagens do Haplogrupo L na Península Ibérica de origem norte-africana, aponta para o último. Em 2015, Hernández et al. concluiu que "a entrada estimada das linhagens norte-africanas U6 na Península Ibérica há 10 mil anos se correlaciona bem com outros clados L africanos, indicando que algumas linhagens U6 e L se moveram juntas da África para a Península Ibérica no Holoceno Inferior, enquanto a maioria foi introduzida durante tempos históricos."

## Haplogrupos

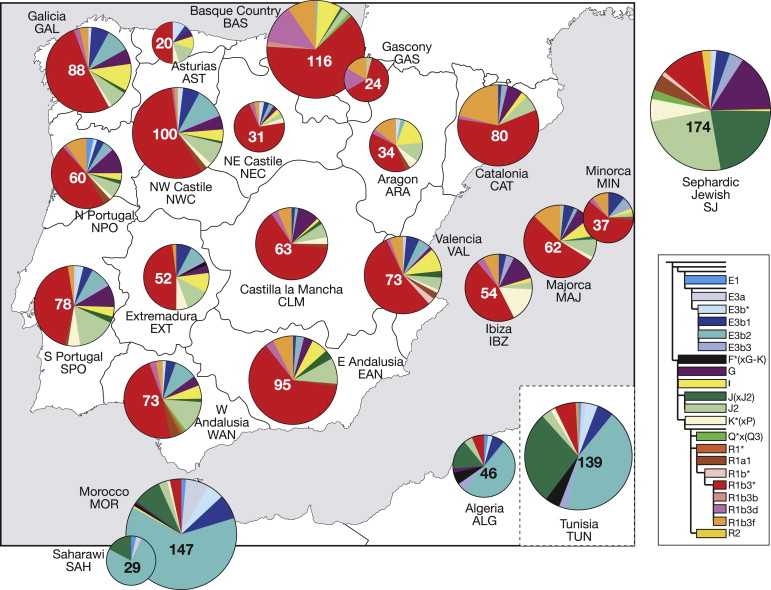
Frequências dos haplogrupos do cromossomo Y na Península Ibérica.

### Haplogrupos do cromossomo Y
Assim como os demais europeus ocidentais, entre os espanhóis e portugueses, o haplogrupo R1b é o mais comum, ocorrendo em mais de 70% na maior parte da Espanha. R1b é particularmente dominante no País Basco e Catalunha, com uma taxa superior a 80%. Na Península Ibérica, a maioria dos homens com R1b pertence ao subclado R-P312 (R1b1a1a2a1a2; a partir de 2017). A distribuição de haplogrupos que não R1b varia muito conforme a região.
Em Portugal como um todo, os haplogrupos R1b atingem uma taxa de 70%, com algumas áreas no noroeste do país atingindo mais de 90%.
Apesar de R1b prevalecer em grande parte da Europa Ocidental, uma grande diferença é encontrada na prevalência na Península Ibérica de R-DF27 (R1b1a1a2a1a2a), subclado encontrado em mais de 60% da população masculina no País Basco e 40 a 48% em Madrid, Alicante, Barcelona, Cantábria, Andaluzia, Astúrias e Galiza. O R-DF27 constitui muito mais da metade do R1b total da Península. A migração subsequente por membros de outros haplogrupos e subclasses de R1b não afetou a sua prevalência em geral, embora caia para apenas dois terços do total de R1b em Valência e no litoral em geral. R-DF27 também é um subclado significativo de R1b em partes da França e da Grã-Bretanha. R-S28/R-U152 (R1b1a1a2a1a2b) é o subclado predominante de R1b no norte da Itália, Suíça e partes da França, mas representa menos de 5% da população masculina ibérica. Amostras das antigas culturas Bell Beaker, Hallstatt e da Tumulus pertenciam a este subclado. R-S28/R-U152 é ligeiramente significativo em Sevilha, Barcelona, Portugal e País Basco em 10 a 20% da população como um todo, mas é representado em frequências de apenas 3% na Cantábria, 2% em Castela e Leão, 6% em Valência e menos de 1% na Andaluzia. Nos sefarditas, comunidade judaica oriunda de Portugal e Espanha, o haplogrupo I1 não é encontrado, I2*/I2a em 1%, I2 também não foi encontrado, o haplogrupo R1a em 5%, R1b em 13%, G em 15% J2 em 25%, J*/J1 em 22%, E-M2151b1b 9%, T em 6% e Q 2%.
O Haplogrupo J, sobretudo as subdivisões do Haplogrupo J-M172 (J2), é encontrado em níveis maiores que 20% em certas regiões, enquanto o Haplogrupo E tem uma frequência geral em torno de 10%, embora superiores a 30% em algumas áreas. No geral, E-M78 (E1b1b1a1) e E-M81 (E1b1b1b1a) constituem cerca de 4% cada, com mais 1% do Haplogrupo E-M123 (E1b1b1b2a1) e 1,0% de subclados desconhecidos de E-M96. (E-M81 é muitas vezes considerado como representando migrações históricas do norte da África).

### DNA mitocondrial

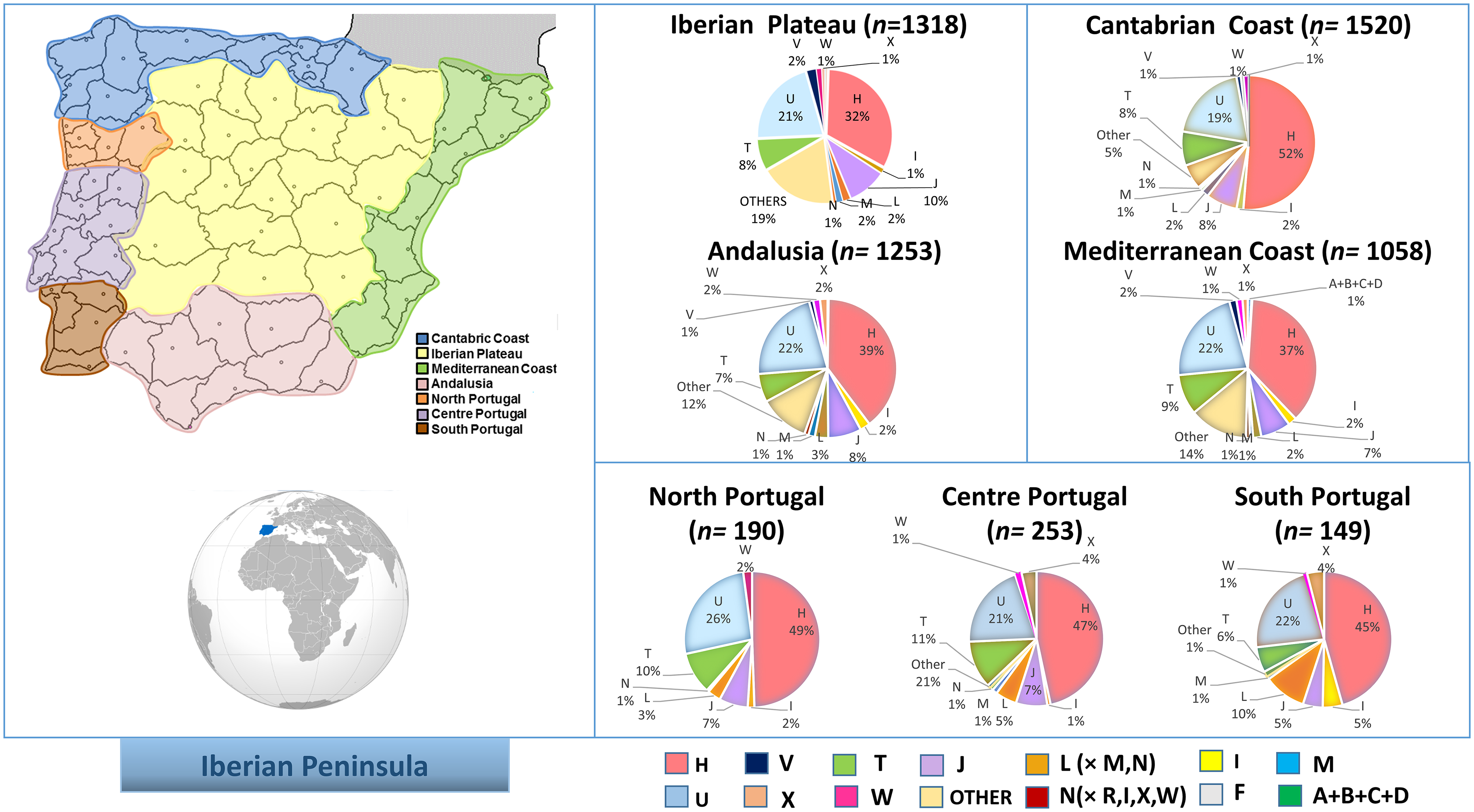
Frequências dos haplogrupos de DNA mitocondrial nas principais regiões ibéricas.

Há uma série de estudos sobre os haplogrupos de DNA mitocondrial (mtDNA) na Europa. Diferentemente dos haplogrupos de cromossomo Y, os do DNA mitocondrial não apresentaram um padrão geográfico, mas sim estavam dispersos pelo continente. Com exceção dos lapões, todos os europeus são caracterizados pela predominância dos haplogrupos de DNA mitocondrial H, U e T. A falta de uma estruturação geográfica observável do mtDNA pode ser devido a fatores socioculturais, como a patrilocalidade e falta de poliandria.
Os subhaplogrupos H1 e H3 foram objeto de estudo mais aprofundado e estariam associados à expansão da Cultura Magdaleniana na Península Ibérica, há cerca de 13 mil anos:
- H1 abrange uma fração importante do DNA mitocondrial da Europa Ocidental, atingindo seu pico na contemporaneidade entre os bascos (27,8%) e aparecendo também com alta frequência entre outros ibéricos e norte-africanos. Sua frequência é superior a 10% em muitas outras partes da Europa, como França, Sardenha, Ilhas Britânicas, Alpes e grandes porções do Leste Europeu e superior a 5% em quase todo o continente. Seu subclado H1b é mais comum na Europa Oriental e no noroeste da Sibéria.[57] Até agora, a maior frequência de H1 (61%) foi encontrada entre os tuaregues da região de Fezzan, na Líbia.[58]
- H3 representa uma fração menor do genoma europeu do que H1, mas tem uma distribuição um tanto semelhante com máximos entre bascos (13,9%), galegos (8,3%) e sardos (8,5%). Sua frequência diminui em direção ao nordeste do continente. Estudos sugeriram que o haplogrupo H3 é altamente protetor contra a progressão da AIDS.[59]

DNA autossômico
Um estudo de 2007 feito em toda a Europa, incluindo os bascos e os valencianos, descobriu que as populações ibéricas se agrupam mais distante de outros grupos continentais, o que indica que a Península Ibérica possui a ancestralidade europeia mais antiga. Neste estudo, descobriu-se que a estratificação genética mais ressaltada na Europa corre na direção norte a sudeste, enquanto outro importante eixo de diferenciação corre do leste para o oeste em todo o continente. Também foi descoberto que, apesar das diferenças, todos os europeus são relativamente próximos.

## Sub-regiões

### Portugal
Excertos do resumo de um estudo publicado em 2015:
"[...] No caso de Portugal, estudos genônimos feitos antes já revelaram o retrato geral da diversidade mitocondrial HVS-I e HVS-II, e agora torna-se importante atualizar e expandir a região mitocondrial analisada. Desse modo, foram obtidas 292 sequências genéticas completas de Portugal continental, sob um desenho experimental rigoroso para garantir a qualidade dos dados através da dupla sequenciação de cada região-alvo. Além disso, SNPs da região de codificação específica de H foram examinados, para detalhar a classificação dos haplogrupos completos que foram obtidos para todas as sequências pertencentes aos haplogrupos U4 e U5. De um modo geral, uma composição típica de haplogrupo da Europa Ocidental ou haplótipo modal atlântico (AMH em inglês) foi encontrada em Portugal continental, associada a um alto nível de diversidade genética do ponto de vista das linhagens maternas. Dentro do país, não foram detectados sinais de subestrutura. A digitação dos SNPs da região codificadora extra proporcionou a confirmação da classificação anterior obtida com a ferramenta EMMA em 96% dos casos."
O haplótipo AMH atinge as frequências mais altas na Península Ibérica, com valores de 70% no conjunto de Portugal e em torno de 90% na região de Entre Douro e Minho e Galiza, sendo o valor mais alto entre os bascos, no nordeste da Espanha.
AMH é um um haplótipo do cromossomo Y de variações do microssatélite Y-STR, associado ao haplogrupo R1b do cromossomo Y. Foi descoberto antes de muitos dos SNPs atualmente usados para identificar subclasses de R1b e referências a ele podem ser encontradas em obras da literatura acadêmica mais antigas. Corresponde mais de perto ao subclado R1b1a2a1a(1) [L11]. AMH é o haplótipo mais frequente entre os homens da região da Europa Atlântica.